# الساحرة سونيا
الساحرة سونيا أو ماجيكا دي إسبيل (بالإنجليزية: Magica De Spell)‏ ، وهي ساحرة إيطالية ترغب في سرقة قرش الحظ، والقطعة الذهبية هي أول قطعة نقدية كسبها دهب، وتخطط هذه الساحرة لصهر القرش في فوهة بركان لكي تحصل على التميمة السحرية لتجعل كل ماتلمسه الذهب الخالص ومنها أغنى امرأة في العالم، ولديها صديقتها الشريرة تدعى مادام ميم وتسمى في الدبلجة العربية نونا المجنونة.